# RTÉ One
RTÉ One (en irlandés, RTÉ a hAon) es un canal de televisión de la República de Irlanda, controlado por el ente público Raidió Teilifís Éireann. Fue la primera televisión abierta en el país, al comenzar sus emisiones en la Nochevieja de 1961.
El canal está disponible en toda la República de Irlanda a través de la señal analógica y digital, y también puede verse en Irlanda del Norte a través del cable y satélite.

## Historia
Aunque Irlanda fue una de las primeras zonas en tener radio, la implantación de un sistema de televisión se hizo con retraso. En 1955 la televisión llegó a la isla, ya que en la zona del Ulster podían verse BBC y Ulster Televisión. Debido a que dichos canales también podían verse en algunas zonas de la República de Irlanda, el Gobierno de Éamon de Valera decidió crear un canal de televisión pública nacional.
Las primeras emisiones del primer canal -que pasó a llamarse Telefís Éireann- comenzaron el 31 de diciembre de 1961, con una Cruz de Santa Brígida como imagen identificativa de la emisora, y en 1966 pasa a llamarse RTÉ Television. El primer sistema empleado de emisión fue en blanco y negro a través del VHF en 405 líneas, pero un año después adoptó el UHF en 625 líneas. En 1971, diez años después de su creación, RTÉ comienza sus emisiones en color con la retransmisión del Festival de Eurovisión de 1971.
En 1978 RTÉ deja de ser la única cadena presente en la República de Irlanda, con la creación de RTÉ Two, por lo que pasa a llamarse RTÉ One. El primer canal pasó a ser la televisión generalista, mientras que la segunda se convirtió en un canal alternativo. A finales de la década de 1990, RTÉ One pasó a emitir las 24 horas del día cuando comenzó a ofrecer una programación matinal. En 1999, la televisión pública perdió el monopolio con la creación del canal privado TV3.
RTÉ One comenzó a emitir en alta definición el 16 de diciembre de 2013 en la Televisión digital terrestre a nivel nacional. El canal en definición estándar (SD) dejó de emitir en la TDT el 2 de abril de 2014 quedando solo disponible en plataformas de pago.

## Programación
RTÉ One funciona como el principal canal generalista de la televisión de la República de Irlanda. Su parrilla está basada en noticias, series, entretenimiento y acontecimientos especiales, y en la mayor parte de los casos prima la producción irlandesa y británica. Su programa estrella es The Late Late Show, que lleva emitiéndose desde 1962.

## Organización

### Dirigentes
Directores generales :
- Cathal Goan

Director de RTÉ Televisión :
- Noel Curran

Director de información :
- Ed Mulhall

### Capital
RTÉ One pertenece en un 100 % al radiodifusor estatal Raidió Teilifís Éireann. La mayor parte de sus beneficios provienen de una tarifa audiovisual.